# Sala Sporturilor Horia Demian

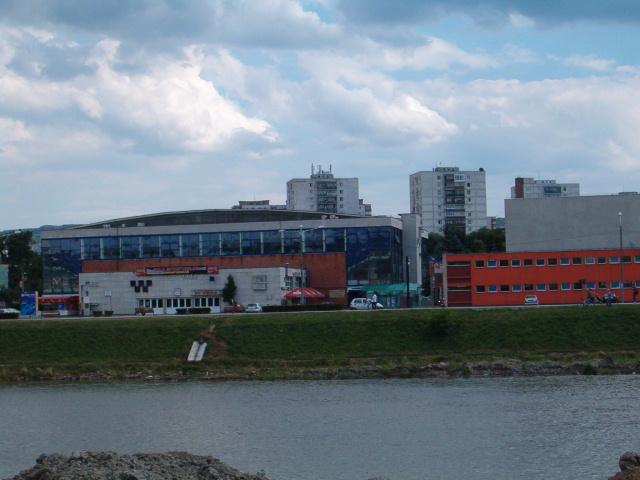
Horia-Demian-Sporthalle

Die Sala Sporturilor Horia Demian (Horia Demian Sporthalle) ist Teil des städtischen Splaiul Independenţei Sport Komplex. Sie ist eine Multifunktionsarena in Cluj-Napoca (Rumänien). In der Halle finden die Heimspiele der Handball- and Basketball-Mannschaften von CS Universitatea Cluj-Napoca statt. Sie hat ein Fassungsvermögen von 2500 Menschen. Neben Sportveranstaltungen finden in der Halle auch Konzerte statt. 2006 war sie der Veranstaltungsort der MTV Romania Music Awards.
Die Arena ist nach Horia Demian benannt, einem ehemaligen rumänischen Basketballnationalspieler von Cluj-Napoca. 
Koordinaten: 46° 45′ 56,5″ N, 23° 33′ 51,5″ O